# 竹内政明
竹内 政明（たけうち まさあき、1955年 - ）は、日本のジャーナリスト。読売新聞論説委員。
神奈川県出身。1979年北海道大学文学部哲学科、宗教学専攻を卒業。読売新聞社に入社。長野支局を経て、東京本社経済部で財政、金融などの担当。1998年から論説委員。
2001年7月から読売新聞の1面コラム「編集手帳」を担当、2017年体調不良により一線から引退した。

## 著書
- 『夜更けにコラムを』（中央公論新社、1999年）
- 『竹内政明の「編集手帳」　第1、2集』（中公新書ラクレ、2002年）
- 『読売新聞朝刊一面コラム「編集手帳」』、第3集～第16集（中公新書ラクレ、2003年～ ）第3集からは改題
- 『名文どろぼう』（文春新書、2010年3月）
- 『名セリフどろぼう』（文春新書、2011年2月）